# Église Sainte-Noyale
L’église Sainte-Noyale est une église catholique située à Noyal-Pontivy dans le département du Morbihan, en France.

## Localisation
L'église est située dans le nord du Morbihan, sur la commune de Noyal-Pontivy.

## Historique
L'église est inscrite au titre des monuments historiques par décret du 18 mars 1927.

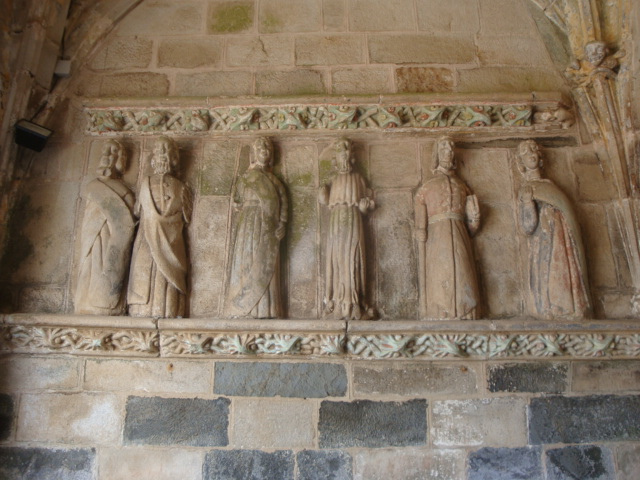
Le porche
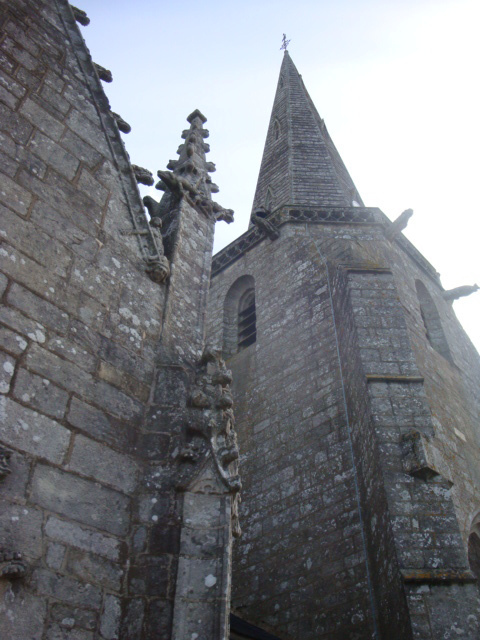
Détail

## Architecture
Le bâtiment est construit en forme de croix latine. 
La nef est barrée par un transept étroit. 
Le chevet est carré. 
Le clocher est couronné de ses petits clochetons. 
L'église dispose d'un orgue en tribune, composé de 17 jeux. 
| I. Grand orgue 56 notes - Do à Sol                                       | II. Récit expressif 56 notes - Do à Sol                                                                                        | Pédale 32 notes - Do à Sol |
| ------------------------------------------------------------------------ | --- | -------------------------- |
| Bourdon 16' Montre 8' Cor de nuit 8' Prestant 4' Doublette 2' Fourniture | Flûte Harmonique 8' Bourdon 8' Voix céleste 8' Viole de gambe 8' Dulciane 4' Octavin 2' Trompette 8' Basson-hautbois 8' Cornet | Soubasse 16' Bourdon 8'    |